# John Handy
John Richard Handy III (Dallas, 3 februari 1933) is een Amerikaanse houtblazer, pianist, componist en jazzpedagoog.

## Carrière
Handy begon in 1949 altsaxofoon te spelen en studeerde aan het college muziektheorie. Hij speelde onder andere met Gerald Wilson, Teddy Edwards en Frank Morgan. Zijn eerste plaat nam hij op in 1953 met Lowell Pulson. In 1958 verhuisde hij naar New York, waar hij tussen 1958 en 1959 werkte bij Charles Mingus. In 1959 richtte hij zijn eerste band op, waarmee hij in 1961 door Europa toerde. Vervolgens werkte hij in Zweden en Denemarken als solist. In 1963 werkte hij aan de westkust als solist op het gebied van de klassieke muziek (Santa Clara Symphony Orchestra en de San Francisco State College Band). In 1964 speelde hij met Mingus tijdens het Monterey Jazz Festival, waarbij hij in het daaropvolgende jaar met zijn kwintet een buitengewoon succes kon vieren. De opname van dit concert (met Michael White, Jerry Hahn, Don Thompson en Terry Clarke) leidde tot Grammy Award-nominaties voor de beide composities Spanish Lady en If Only We Knew. Tussen 1966 en 1967 toerde hij met de Monterey All Stars door de Verenigde Staten en speelde hij in de opera The Visitation van Gunther Schuller. In 1968 richtte hij een nieuw kwartet op met Mike Nock, Michael White en Ron McClure.
Na de beëindiging van een muziekstudie aan de San Francisco State University heeft Handy sinds 1968 gewerkt als muziekpedagoog en les gegeven aan de Stanford-universiteit, de Universiteit van Californië - Berkeley en de San Francisco State University. Zijn Concerto For Jazz Solist and Orchestra (1970) werd opgevoerd door het San Francisco Symphony Orchestra. Vervolgens had hij in 1976 een pophit gescoord met Hard Work, met Lee Ritenour fusionmuziek opgenomen en zich intensief bezig gehouden met Indische muziek. Vervolgens trad hij op met de sarodspeler Ali Akbar Khan bij de band Rainbow (Karuna Supreme (1975), met onder andere Zakir Hussain en Rainbow (1980), met onder andere L. Subramaniam), daarna sinds het midden van de jaren 1980 met het Music Ensemble of Benares en Bebop & Beyond. Bovendien was hij in het midden van de jaren 1980 ook op tournee met de Mingus Dynasty. 
Op 28 augustus 1999 vierde de stad Los Angeles haar medeburger met een John Handy-dag. Handy's zoon is de saxofonist Craig Handy.
- Biblioteca Nacional de España: XX964246
- Bibliothèque nationale de France: cb13996440s (data)
- Gemeinsame Normdatei: 134397223
- International Standard Name Identifier: 0000 0001 1439 4950
- Library of Congress Control Number: nr89016200
- MusicBrainz: aaa9ddcf-0257-4e0a-ba4c-15993c8c0015
- Nationale Bibliotheek van Israël: 987007413641505171
- Istituto Centrale per il Catalogo Unico: LO1V266569
- Système universitaire de documentation: 15569992X
- Virtual International Authority File: 22337881
- WorldCat: E39PBJfCxjhkPdRB4GydGtPRKd